# Suctobelbidae
Suctobelbidae é uma família de ácaros pertencentes à ordem Sarcoptiformes.

## Géneros
Géneros (lista incompleta):
- Allosuctobelba Moritz, 1970
- Bruneibelba Mahunka, 2001
- Coartobelba Mahunka, 2001